# David Cazès

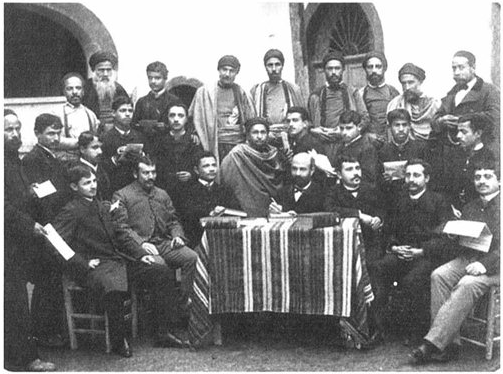
David Cazès in Tunis (am Tisch)

David Cazès (geboren 1851 in Tétouan; gestorben 7. August 1913 in Paris) war ein marokkanischer Pädagoge, der in jüdischen Schulen im Osmanischen Reich, in Tunesien und Argentinien wirkte.

## Leben
David Cazès wuchs in einer wohlsituierten Familie im jüdischen Ghetto in Tétouan auf und kam zum weiteren Schulbesuch nach Paris. Er wurde von der Alliance Israélite Universelle (AIU) gefördert und im Alter von 18 Jahren von der AIU nach Thessalien geschickt, wo er den Primarschulunterricht für die jüdischen Kinder in Volos organisierte. Von dort wurde er 1873 nach Smyrna geholt, um dort eine jüdische Schule aufzubauen. Von 1878 bis 1893 organisierte er mit Unterstützung der AIU das jüdische Schulwesen in Tunesien, das seit 1881 französisches Protektorat war. Mit dem Ziel auch dort eine Berufsschule zu eröffnen reiste er 1889 zu Vorabklärungen nach Tripolis.
Er erhielt den tunesischen Orden Nischan el Iftikhar, und die französische Kolonialmacht ehrte ihn für seine Arbeit mit der Aufnahme in die Ehrenlegion. Ab 1893 arbeitete er für die von Maurice de Hirsch ins Leben gerufene Jewish Colonization Association (JCA) in Argentinien.
Zurück in Paris arbeitete er in der Administration der AIU und gab Schulbücher für den jüdischen Religionsunterricht heraus. Cazès publizierte in der in Frankreich erscheinenden Zeitschrift Revue des Études Juives. Er wurde auf dem Friedhof Père-Lachaise beerdigt.

## Schriften (Auswahl)
- Essai sur l'histoire des Israélites de Tunisie. Paris: Durlacher, 1888
- Notes bibliographiques sur la littérature juive tunisienne. Tunis: Imprimerie Internationale, 1893
- Principies, deberes y practicas del Judaismo